# Strawberry Fields Forever
Strawberry Fields Forever (englisch für Strawberry Field [Anmerkung: der Name eines Waisenhauses] für immer) ist ein von John Lennon 1966 komponiertes Stück der Rockband The Beatles. Es wurde als 14. Single der Gruppe am 13. Februar 1967 veröffentlicht. Der zweite Titel der Single war das von Paul McCartney geschriebene Lied Penny Lane. Wie üblich wurde die Urheberschaft mit Lennon/McCartney angegeben.
Zahlreiche Musikkritiker haben es zu einem der besten und für die Musikgeschichte einflussreichsten Stücke der Gruppe erklärt. Bahnbrechend für die Entstehungszeit war die umfangreiche Nutzung der Studiotechnik, unter anderem mit rückwärts aufgenommener Instrumentierung und Nutzung von Loops wie auch die Zusammenführung zweier Versionen mit unterschiedlichen Tempi und Stimmungen. Der Song wurde von zahlreichen Musikern gecovert.

## Entstehungsgeschichte

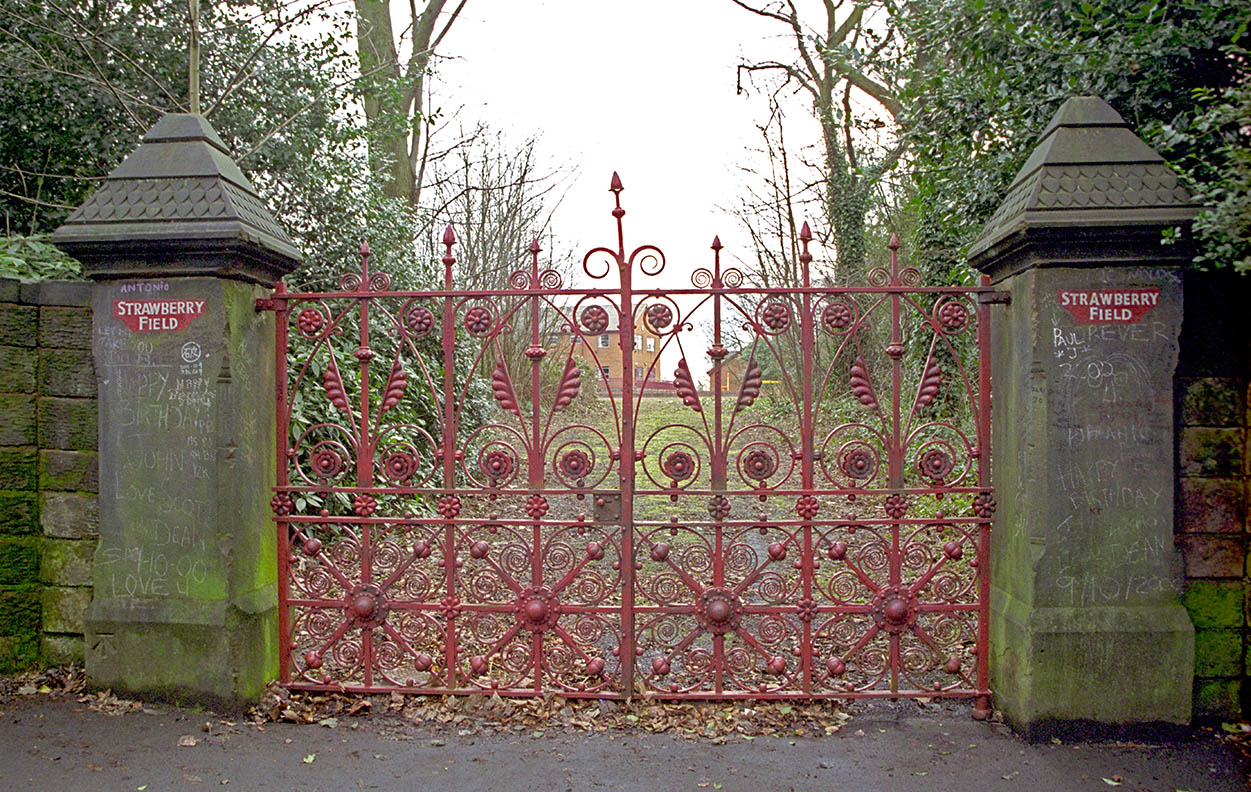
Eingang zum Waisenhaus Strawberry Field

Wie Penny Lane war auch Strawberry Fields Forever ein nostalgischer Rückblick auf die Vergangenheit der Beatles in Liverpool. Strawberry Field (deutsch: ‚Erdbeerfeld‘) ist der Name eines Waisenhauses der Heilsarmee in Liverpool, in dessen Nähe John Lennon aufwuchs und auf dessen Grundstück er als Kind oft spielte oder einfach nur für sich war. Heute befindet sich hinter den Toren statt des Waisenhauses ein Museum mit Café, das ebenfalls von der Heilsarmee betrieben wird.
Lennon schrieb das Lied im Herbst 1966 in Almería, Spanien, während er seine Rolle als Private Gripweed in dem Richard-Lester-Film How I Won The War drehte.
John Lennon sagte 1980 dazu: „Dick Lester bot mir die Rolle in diesem Film an, was mir Zeit zum Nachdenken gab, ohne nach Hause zu gehen. Wir waren in Almería, und ich brauchte sechs Wochen, um den Song zu schreiben. Ich habe es die ganze Zeit geschrieben, als ich den Film gemacht habe. Und wie jeder über Filmarbeit weiß, gibt es eine Menge herumzuhängen.“
Der Text des 1966 aufgenommenen Liedes ist surreal und metaphorisch. Aufgrund der melancholisch-verträumten Grundstimmung gilt es als Beispiel psychedelischer Popmusik schlechthin.
Lennon sagte 1980 über den Text des Liedes: „Die zweite Zeile lautet: ‚Niemand, von dem ich glaube, dass er in meinem Baum ist.‘ Nun, was ich in dieser Zeile zu sagen versuchte, ist: ‚Niemand scheint so hip zu sein wie ich, deshalb muss ich verrückt oder ein Genie sein.‘ Es ist das gleiche Problem, das ich hatte, als ich fünf Jahre alt war: ‚Mit mir stimmt etwas nicht, weil ich Dinge zu sehen scheine, die andere Leute nicht sehen. Bin ich verrückt oder bin ich ein Genie?‘ … Was ich auf meine unsichere Weise sage, ist: ‚Niemand scheint zu verstehen, woher ich komme. Ich scheine die Dinge anders zu sehen als die meisten Menschen.‘“
Musikalisch ist die Single eine konsequente Fortsetzung ihrer Versuche, im Studio neue Sounds zu erschaffen (siehe: Revolver), die auch nur als Studioprodukte gedacht waren und mit den damaligen Möglichkeiten nicht live aufgeführt werden konnten.
John Lennon sagte, er habe nur zwei „wirkliche“ Lieder geschrieben: Help! und Strawberry Fields Forever, weil diese aus seinem Innersten entstanden seien.

## Aufnahme
Befreit von den Zwängen des Tourens begannen die Beatles in den letzten Monaten des Jahres 1966 eine Reihe von Aufnahmesessions, ohne Rücksicht auf Zeit und Budget. Wichtige Arbeit leistete einmal mehr der Beatles-Musikproduzent George Martin. Dieser fügte Strawberry Fields Forever in den Londoner Abbey Road Studios zu einem der komplexesten und kompliziertesten Songs zusammen, die von den Beatles jemals veröffentlicht wurden. Geoff Emerick war der Toningenieur der Aufnahmen.
Vom 24. November bis 22. Dezember 1966 entstanden 26 Takes, von denen bei der Endabmischung (22. Dezember) zwei verschiedene Takes zusammengefügt wurden. Take 26 (C-Dur) war jedoch schneller und über einen Ganzton höher eingespielt als Take 7 (A-Dur + 43 Cent). Deshalb musste Take 26 nachträglich im Tempo verlangsamt werden – was auch die Tonhöhe herabsetzte. Ziel war es, möglichst keine hörbare Schnittstelle zu produzieren. Trotz der Absenkung der Tonhöhe von Take 26 bis auf 45 Cent Differenz zur Tonhöhe von Take 7 ist der Wechsel bei genauerem Hinhören und insbesondere beim Begleiten des Originaltracks noch hörbar, so hört sich das begleitende Instrument je nach Stimmung auf einmal on- oder off-tune an. Diese Schnittstelle befindet sich im Stück nach etwa einer Minute. Davor wurden noch fünf Sekunden eingefügt, die aus Take 7 stammen, aus dem auch der Anfang des Songs entnommen wurde. Insgesamt waren 55 Stunden Studiozeit erforderlich.

Notenbeispiel: Introduktion von Strawberry Fields Forever, gespielt auf einem Mellotron

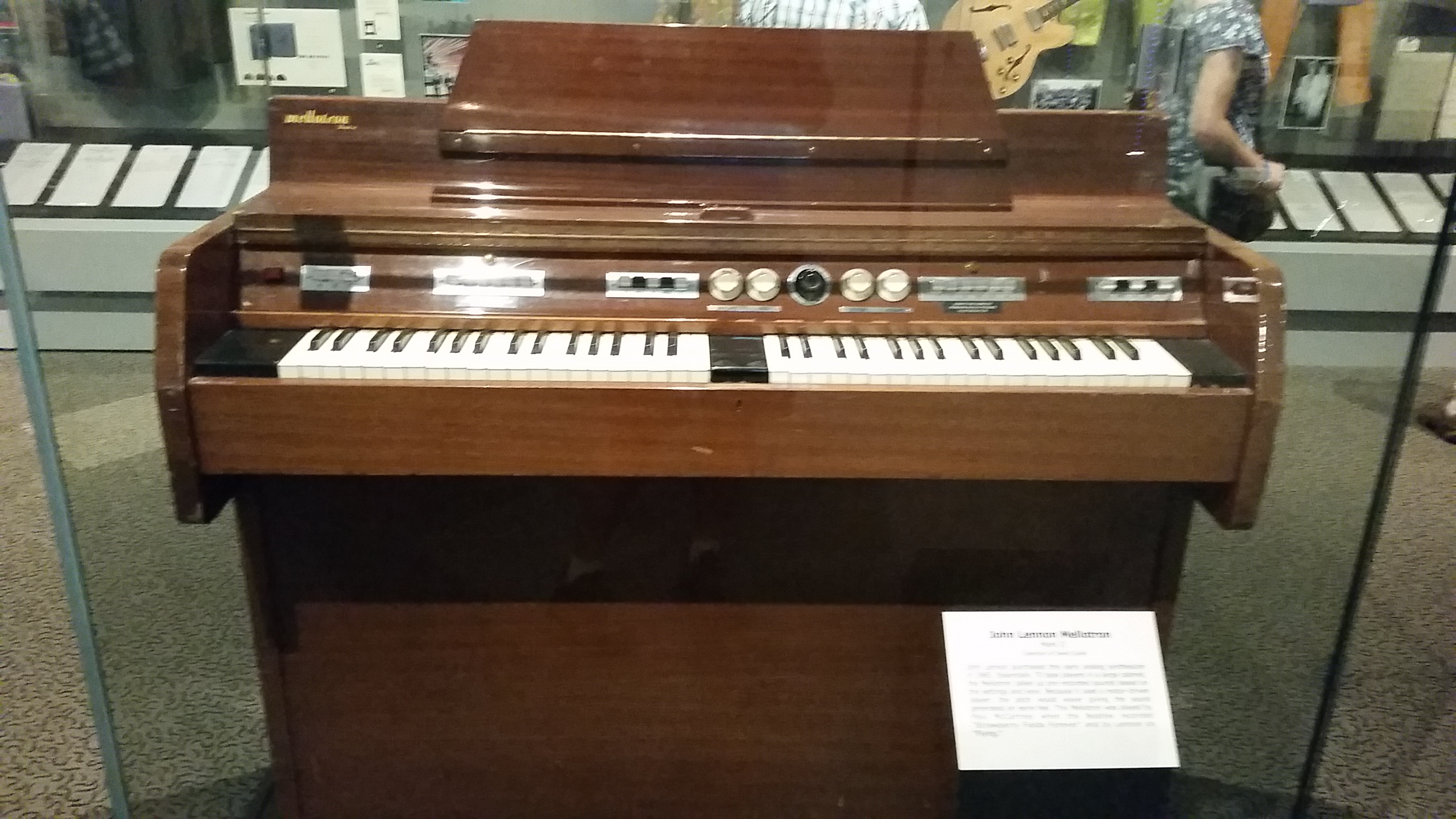
Ein Mellotron MK II, das auf der Beatles-Aufnahme verwendet wurde

Das Intro spielte Paul McCartney auf einem Mellotron. Man hört Ringo Starrs Becken stellenweise rückwärts laufen. Auf der schließlich veröffentlichten Aufnahme kamen Streicher hinzu, ursprünglich klang das Lied noch fremder. Am Ende der angefügten instrumentalen Disharmonie hört man Lennon leise „Cranberry Sauce“ sagen, was von einigen Fans als „I buried Paul“ (‚Ich habe Paul begraben‘) verstanden wurde und Gerüchte um Paul McCartneys angeblichen Tod weiter nährte. Auf Anthology 2 ist die ursprüngliche Demoversion zu hören, die Lennon nur auf der Gitarre spielt.
Die Abmischung von Strawberry Fields Forever erfolgte am 22. Dezember 1966 in Mono und am 29. Dezember erstmals in Stereo. Eine weitere Stereoabmischung erfolgte am 26. Oktober 1971.

## Besetzung
- John Lennon: Gesang, akustische Gitarre, Bongos
- Paul McCartney: Mellotron, Bass, Pauke
- George Harrison: elektrische Slide-Gitarre, Maracas, Swarmandal
- Ringo Starr: Schlagzeug, Perkussion
- Neil Aspinall: Guiro
- Mal Evans: Tamburin
- Terry Doran: Maracas
- Tony Fisher, Greg Bowen, Derek Watkins, Stanley Roderick: Trompete
- John Hall, Derek Simpson, Norman Jones: Cello

## Veröffentlichungen

Singleveröffentlichung

- Die Single Strawberry Fields Forever / Penny Lane wurde am 13. Februar 1967 in den USA und am 17. Februar in Deutschland und Großbritannien veröffentlicht. Ursprünglich waren Strawberry Fields Forever und Penny Lane für eine Veröffentlichung auf Sgt. Pepper’s Lonely Hearts Club Band vorgesehen. Doch es war damals üblich, bereits veröffentlichte Singles nicht auf eine LP zu nehmen. Die ersten 25.000 Exemplare der Platte wurden in Großbritannien mit einem Cover ausgeliefert, das die vier Beatles als Babys zeigte.
- Capitol Records veröffentlichte in den USA das Lied am 27. November 1967 auch auf dem Kompilationsalbum Magical Mystery Tour, die Lieder des gleichnamigen Fernsehfilms mit weiteren Stücken vereint. Für das Album wurde die erste Stereoabmischung von Strawberry Fields Forever verwendet.  Das Album wurde am 16. September 1971 in Deutschland und am 19. November 1976 in Großbritannien veröffentlicht. Am 26. Oktober 1971 wurde von George Martin eine weitere Stereoabmischung von Strawberry Fields Forever hergestellt.[6] Deutsche Nachfolgepressungen des Albums Magical Mystery Tour übernahmen diese Stereoversion.[7][8]
- Im April 1973 wurde das Kompilationsalbum 1967–1970 veröffentlicht, für das Strawberry Fields Forever verwendet wurde.
- Am 13. März 1996 wurde das Kompilationsalbum Anthology 2 veröffentlicht, auf dem sich die Demoversion von Strawberry Fields Forever befindet, die in John Lennons Haus in Kenwood, Weybridge Surrey, im November 1966 aufgenommen wurde sowie Aufnahme Take 1 vom 24. November 1966.
- Auf dem Remix-Album Love, das am 20. November 2006 veröffentlicht wurde, wurde eine frühe Version von Strawberry Fields Forever mit Elementen der Stücke Sgt. Pepper’s Lonely Hearts Club Band, In My Life, Penny Lane, Piggies und Hello, Goodbye kombiniert.
- Am 22. April 2017 wurde anlässlich des Record Store Day die von Giles Martin und Sam Okell neu abgemischte Single Strawberry Fields Forever (Stereo Mix 2015) / Penny Lane (Stereo Mix 2017) veröffentlicht.[9]
- Am 26. Mai 2017 erschien die 50-jährige Jubiläumsausgabe des von Giles Martin und Sam Okell neuabgemischten Albums Sgt. Pepper’s Lonely Hearts Club Band (Super Deluxe Box), auf dieser befinden sich, neben dem Original Mono Mix, dem 2015er Stereo Mix und Take 1, die bisher unveröffentlichte Versionen (Take 4), (Take 7) und (Take 26) von Strawberry Fields Forever.[10]
- Am 10. November 2023 wurde das Kompilationsalbum 1967–1970 erneut wiederveröffentlicht. Auf diesem befindet sich Strawberry Fields Forever in der von Giles Martin und Sam Okell 2015 neu abgemischten Version.

## Kommerzieller Erfolg
Nach der Veröffentlichung in den USA am 13. Februar 1967 wurden innerhalb von drei Tagen 1,1 Millionen Exemplare bestellt, was die höchste Verkaufszahl für Capitol Records bedeutete. In Großbritannien gingen in den ersten drei Tagen nach der Veröffentlichung am 17. Februar 1967 insgesamt 350.000 Exemplare über die Ladentheke. Insgesamt wurden in den USA 1,5 Millionen und in Großbritannien 500.000 Singles verkauft.
Das Besondere an dieser Single war, dass sie eine Doppel-A-Seiten-Single war, das heißt, dass die Verkaufszahlen durch zwei geteilt wurden und sowohl Penny Lane als auch Strawberry Fields Forever als eigene Single gewertet wurden. Das führte dazu, dass sie als erste Single der Beatles seit Love Me Do und Please Please Me nicht den ersten Platz der britischen Hitparade erreichte. Den ersten Platz belegte stattdessen Engelbert Humperdinck mit der Single Release Me. In den USA, wo die Lieder separat gewertet wurden, kam Penny Lane auf Platz 1 der Charts, Strawberry Fields Forever auf Platz 8.
| ChartsChartplatzierungen       | Höchstplatzierung | Wochen |
| ------------------------------ | ----------------- | ------ |
| Österreich (Ö3)                | 13 (2 Wo.)        | 2      |
| Vereinigte Staaten (Billboard) | 8 (9 Wo.)         | 9      |
| Vereinigtes Königreich (OCC)   | 32 (3 Wo.)        | 3      |

### Auszeichnungen für Musikverkäufe
| Land/Region                  | Auszeichnungen für Musikverkäufe (Land/Region, Auszeichnung, Verkäufe) | Verkäufe |
| ---------------------------- | ---------------------------------------------------------------------- | -------- |
| Neuseeland (RMNZ)            | Gold                                                                   | 15.000   |
| Vereinigtes Königreich (BPI) | Gold                                                                   | 400.000  |
| Insgesamt                    | 2× Gold ·                                                              | 415.000  |

Hauptartikel: The Beatles/Auszeichnungen für Musikverkäufe

## Musikvideo

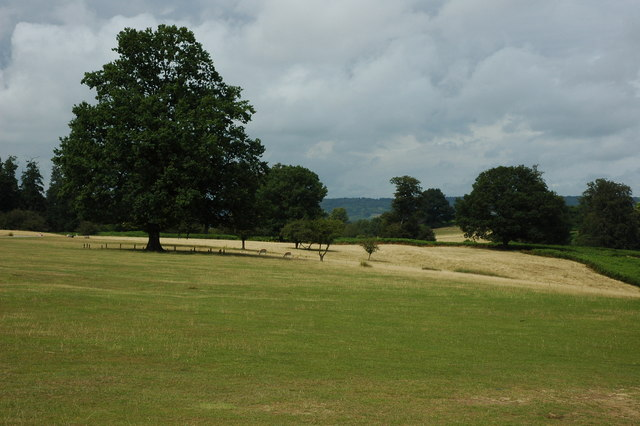
Die Beatles drehten ihren Musikvideo im Knole Park in Kent

Nachdem beschlossen wurde, dass die nächste Beatles-Single die Doppel-A-Seite Strawberry Fields Forever und Penny Lane sein würde, traten die Beatles in Promotionsfilmen für beide Lieder auf. Die Filmaufnahmen begannen am 30. Januar 1967 im Knole Park in Sevenoaks, Kent.
Der Regisseur war der Schwede Peter Goldmann, der von Klaus Voormann, einem Freund der Beatles aus der Anfangszeit der Band, empfohlen worden war. Goldmann war Anfang Januar in England angekommen und hatte sich in London und anderswo nach geeigneten Drehorten umgesehen. Der erste Drehort, für den er sich entschied, war der Knole Park in Sevenoaks, Kent, der dem National Trust gehörte.
Das Musikvideo zu Strawberry Fields Forever war das erste, das gedreht wurde. Eine Reihe von Filmsequenzen wurden um eine tote Eiche in der Nähe des Vogelhauses des Parks gedreht.
Die Beatles beabsichtigten, eine Sequenz zu filmen, in der Paul McCartney von einer toten Eiche herunterfiel. Diese Filmsequenz und einige andere wurden am 31. Januar gedreht, als die Dreharbeiten abgeschlossen wurden. Im letzten Schnitt wurde die Sequenz umgekehrt, sodass es aussah, als ob McCartney in den Baum sprang.

## Coverversionen
Es wurden bislang über 220 Coverversionen von Strawberry Fields Forever veröffentlicht.

## Sonstiges

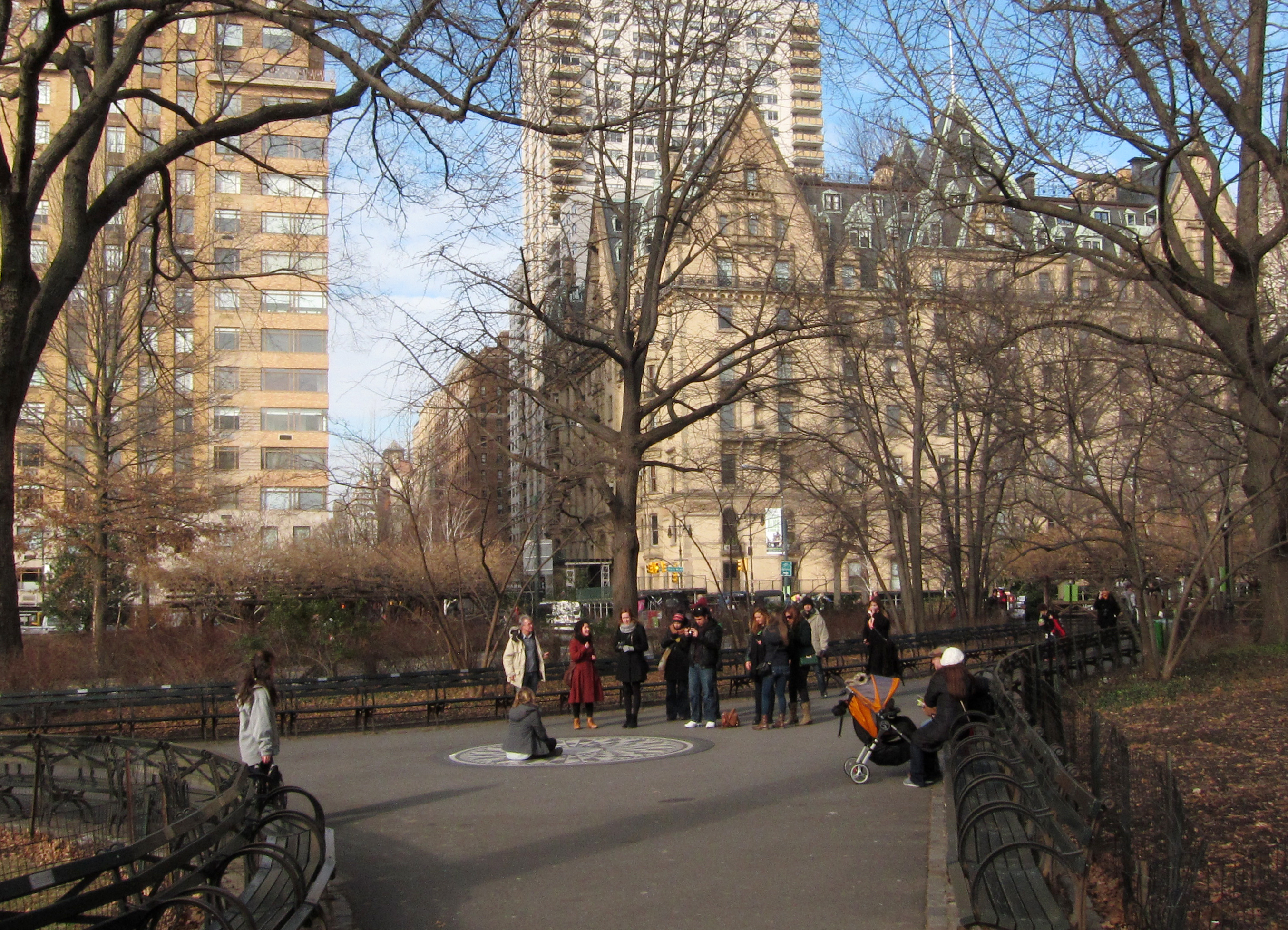
Strawberry Fields im Central Park, das Dakota-Gebäude im Hintergrund

Zur Erinnerung an John Lennon wird ein kleiner Teil des New Yorker Central Parks Strawberry Fields genannt. Er liegt gegenüber dem Dakota-Gebäude, in dem Lennon lebte und vor dem er im Jahr 1980 niedergeschossen wurde.